# لنینسکویه (استان آمور)
لنینسکویه (به لاتین: Leninskoye) یک منطقهٔ مسکونی در روسیه است که در استان آمور واقع شده‌است.